# Житенёв, Виталий Алексеевич
Виталий Алексеевич Житенёв (род. 17 января 1938, Белосток) — советский борец классического стиля, чемпион и призёр чемпионатов СССР, мастер спорта СССР (1957). Увлёкся борьбой в 1952 году. Выступал в весовой категории до 68 кг. Тренировался под руководством Иосифа Оборского. Представлял спортивные клубы «Буревестник» и «Красное знамя» (оба Минск). Участвовал в восьми чемпионатах СССР.

## Спортивные результаты
- Чемпионат СССР по классической борьбе 1960 года — ;
- Чемпионат СССР по классической борьбе 1961 года — ;
- Классическая борьба на летней Спартакиаде народов СССР 1963 года — ;